# Wiosenny Festiwal Muzyki Nastolatków
Wiosenny Festiwal Muzyki Nastolatków – ogólnopolski festiwal muzyczny, skupiający wykonawców z nurtu bigbitowego. Finał WFMN miał miejsce 17 lipca 1966 roku w Gdańsku. Niejako kontynuacją imprezy był zorganizowany w 1969 r. Młodzieżowy Festiwal Muzyczny.

## Historia
Organizatorem festiwalu była Polska Federacja Jazzowa, którą wspierały ideowo: Związek Młodzieży Socjalistycznej, Związek Młodzieży Wiejskiej, Zrzeszenie Studentów Polskich i Związek Harcerstwa Polskiego. Od strony medialnej (promocyjnej) – Polskie Radio i Telewizja oraz Sztandar Młodych. Nadzór merytoryczny należał do Ministerstwa Kultury i Sztuki. Była to jedna z imprez-następców Festiwalu Młodych Talentów w Szczecinie. Ogłoszono wielostopniowe, ogólnopolskie eliminacje. W okresie od lutego do maja 1966 roku, w osiemdziesięciu przeglądach wojewódzkich uczestniczyło 350 zespołów i prawie 800 solistów. Każdy z nich wykonał po dwa utwory polskich kompozytorów - często były to piosenki premierowe, własnego autorstwa. Półfinały odbyły się w maju we Wrocławiu (Stadion Sportowy), Warszawie (Hala Gwardii) i Gdańsku (Hala Stoczni Gdańskiej). Zakwalifikowały się do nich następujące zespoły: Żółtodzioby z Białegostoku, Marzyciele i Temperamenty z Bydgoszczy, Pięć Linii z Gdańska, Passaty z Katowic, Skalpel i Krystynki z Koszalina, Skaldowie i Szwagry z Krakowa, Minstrele z Lublina, Cykady z Łodzi, Ketony z Olsztyna, Chłopcy Opola z Opola, Tarpany z Poznania, Blackout z Rzeszowa, Kon-Tiki i Następcy Tronów ze Szczecina, Chochoły i Dzikusy z Warszawy, Nastolatki z Wrocławia i Jolanie z Zielonej Góry. W ostatniej chwili, bez podania przyczyny – z konkursu wycofały się: Krystynki, Marzyciele i Następcy Tronów. Już na tym etapie dostrzegalny był rozdźwięk pomiędzy tym, co grała młodzież, a tym, co oficjalnie lansowało Radio i Telewizja. WFMN stworzył przeciwwagę i konkurencję dla zespołów-weteranów. Nie obyło się bez nieporozumień. W dziewiątce finalistów nie znalazły się tak renomowane zespoły, jak warszawskie Chochoły i krakowskie Szwagry (sic!).

Dziwna sprawa. Najpierw był półfinałowy koncert w Sali Kongresowej, artykuł o nas napisał Roman Waschko, otrzymaliśmy najwięcej punktów (45 pkt.), dopiero na drugim miejscu za nami uplasowały się Dzikusy (36 pkt.) Wiktora Stroińskiego, młodsi koledzy Tomka Butowtta z klubu przy Odyńca. Ale potem ktoś zarządził powtórkę i na koncercie w Hali Gwardii  przepadliśmy, bo wtedy Dzikusy zwyciężyły. Wiedziałem, że to koniec, również Tomek uznał, że jeśli ktoś odebrał nam palmę pierwszeństwa (uważaliśmy się przecież za najlepszy zespół w Warszawie i z takim przekonaniem graliśmy w tym konkursie) i to właśnie taki zespół jak Dzikusy to jest niedobrze. Dwa dni później było spotkanie i rozeszliśmy się.

Coś z nas wtedy wyparowało. Nie wiedzieliśmy, co robić i jak robić, żeby grać z takim jak dotąd entuzjazmem i wreszcie dochrapać się dobrego sprzętu. Z Festiwalem Muzyki Nastolatków wiązaliśmy ogromne nadzieje.

17 lipca 1966 roku w finale, który odbył się na stadionie Lechii Gdańsk uczestniczyło jedenaście zespołów i ośmiu piosenkarzy. Zwyciężyli Skaldowie, na drugim miejscu uplasowały się Nastolatki, na trzecim zaś ex aequo Blackout i Kon-Tiki. W finale wystąpiły także: Cykady, Dzikusy, Minstrele, Passaty, Pięć Linii i Temperamenty oraz solistki i soliści: Zenona Bubacz z Inowrocławia (wystąpiła z towarzyszeniem zesp. Temperamenty), Marta Martelińska z Warszawy (wystąpiła z towarzyszeniem zesp. Dzikusy), Lucyna Skoczek i Andrzej Mułkowski (Pięć Linii) z Gdańska. W koncercie finałowym nie wzięły udziału wokalistki Tarpanów – Halina Frąckowiak i Halina Żytkowiak, zobowiązane do wzięcia udziału w zakontraktowanych wcześniej występach w NRD. Ze względu na niski poziom wykonawczy wśród solistów, jury przyznało tylko dwa wyróżnienia: Stefanowi Kotapce z Passatów i Krystynie Ostrowskiej z Kon-Tiki.

Najlepsze zespoły amatorskie zbliżyły się do poziomu czołówki zawodowej, a w wielu przypadkach są od nich ciekawsze programowo i artystycznie. Młodzieżowa muzyka rytmiczna wyzbyła się monotonii i z trudem daje się dziś podciągnąć pod wspólny mianownik; pojawił się szereg interesujących propozycji programowych i stylowych. Niestety, ciągle jeszcze te interesujące próby nie są dostatecznie popierane i popularyzowane. Młodzieżowy ruch muzyczny wyrasta już z okresu naśladownictwa wątpliwych często wzorów. Słuchacz staje się bardziej krytyczny i wymagający. Rodzimy import przestał już imponować.

W ramach Wiosennego Festiwalu Muzyki Nastolatków zorganizowano konkurs na „Piosenkę Młodzieżową Roku”. Po przesłuchaniu 107 utworów, czternastoosobowe jury z Krzysztofem Komedą jako przewodniczącym „postanowiło ze względu na zbyt niski poziom nadesłanych utworów nie przyznać I i II nagrody. Dwie równorzędne trzecie nagrody przyznano piosenkom Nie pierwszy raz (Adama Skorupki i Janusza Kondratowicza) oraz Jeżeli mnie kochasz (Piotra Figla, Romana Orłowa i Jerzego Boma). Cztery równorzędne wyróżnienia przyznano piosenkom: Szósta struna (Andrzeja Borowskiego i Włodzimierza Ścisłowskiego), Widzę gwiazdy w twoich oczach (Zbigniewa Brzezińskiego), Nasza podróż (Romualda Żylińskiego i Zbigniewa Kuthana), Z wiatrem i pod wiatr (Krzysztofa Sadowskiego i Janusza Kondratowicza). Ponadto jury postanowiło przyznać nagrodę specjalną Jerzemu Pawełko – za muzykę do piosenki Narodziny dnia. O nagrodzonych piosenkach „młodzieżowych” (sic!) natychmiast zapomniano. Popularnością cieszyły się bowiem autorskie piosenki finalistów: Pamiętaj, co ci powiem z repertuaru Czerwonych Gitar w wykonaniu Andrzeja Mułkowskiego z zespołem Pięć Linii (kompozytor tego utworu Seweryn Krajewski od lata do zimy 1965 roku był członkiem tej grupy, zostawiając jej tę piosenkę niejako w spadku), Te bomby lecą na nasz dom, Moje srebro to głos gitary i Anna Blackoutu, Pamiętasz niebo nad Hiszpanią Skaldów.

Kusiło mnie żeby wziąć udział w tym konkursie, tylko że ja w jakiś sposób pomagałem w jego organizacji, a poza tym… Patrząc na to, co dzieje się na młodzieżowej scenie, poczułem się nagle bardzo dorosły, obcy temu ruchowi, który rządził się już własnymi prawami, miał własnych wyznawców, do których przemawiał własnym językiem. Na pewno trafiłbym do nich swoją piosenką, a przynajmniej moja muzyka byłaby taka jak trzeba. Ale tekst! Młodzi wyśpiewywali banały, ale to były ich banały, ich potknięcia językowe, ich niedoskonałości, Czasami to śmieszyło, bywało, że drażniło, ale to było naturalne. Zawodowi autorzy? Ten festiwal pokazał, że stracili kontakt z młodzieżową rzeczywistością, język ich piosenek by sztuczny, napuszony, nieprawdziwy. Tylko Marek Gaszyński rozumiał, o co chodzi w piosence młodzieżowej – ale on był jeszcze młody. No i Franek Walicki, ale to był taki „dobry ojciec”, jak nikt inny rozumiał, o co chodzi młodym, doradzał im, umiał z nimi porozmawiać. No i jeszcze Bogdan Loebl – zdolny poeta, jako autor zupełnie „zielony”, toteż jemu zupełnie przypadkowo udało się trafić w gust młodzieży (przynajmniej tej z prowincji) i jej oczekiwania. Więc co się dziwić, że przebojami festiwalu były piosenki dobrze wszystkim znane. Po prostu przeboje.

Blackout dla którego pisał Loebl uchodził za objawienie eliminacji warszawskich i szybko stał się ulubieńcem młodzieży. Jego dynamiczne oraz rytmiczne piosenki były stylowe i oryginalne, zaś o Nastolatkach, jak i o ich młodzieżowej ekspresji szybko zapomniano, choć początkowo zespół zachłysnął się sukcesem i ruszył w trasę po nadmorskich Non Stopach. Natomiast Skaldowie (wystąpili bez chorego w tym czasie Andrzeja Zielińskiego), mimo wysokiego poziomu, nowatorstwa i oryginalności byli dla młodej publiczności zbyt chłodni i zbyt wysublimowani, co nie kojarzyło się z muzyką tworzoną dla młodzieży. Większość laureatów festiwalu spotkała się z akceptacją słuchaczy, krytyków, a nawet władz. Jednakże nie wszystkim przypadł do gustu werdykt jury. Według red. Tomasza Wielskiego z miesięcznika „Jazz”, okazał się on szczególnie krzywdzący dla rzeszowskiej grupy, a poza tym skrajnie rozbieżny z gustami młodzieży. Mimo to Polskie Radio najczęściej nadawało ambitne piosenki Skaldów, wręcz ich lansując. Po zakończeniu Wiosennego Festiwalu Muzyki Nastolatków prasa pisała o chuligańskich wybrykach młodzieży, o ogłuszających wrzaskach na tle muzyki mocnego uderzenia, charakteryzującej się potężnym natężeniem dźwięku itd. „Express Wieczorny” pisał zaś o kontynuacji ekscesów w pociągach elektrycznych, o zdemolowanych wagonach – pomijając choćby fakt, że oberwanie chmury i ulewa spowodowały gigantyczny bałagan na stadionie Lechii Gdańsk... Nieskuteczne okazały się apele i ostrzeżenia organizatorów. Przyszłość big beatowych festiwali w Polsce stanęła pod znakiem zapytania, Walicki zaś w „Głosie Wybrzeża” z pełną świadomością odciął się od nich (wiedząc, że beatowa fala nie mieściła się już w ciasnych klubach i potrzebowała własnych festiwali) i zaproponował żeby organizować je jedynie w pomieszczeniach zamkniętych.

Pamiętam finał Festiwalu Muzyki Nastolatków na stadionie Lechii w Gdańsku. Ściągnięto tam zdecydowanie za dużo Milicji, co wywoływało spontaniczną kontrreakcję młodzieży i rozgorzała regularna bitwa na kamienie, ławki i pałki. Stadion został kompletnie zdemolowany. W czasie tych walk zastanawiałem się, co ja tu w ogóle robię. Jestem przecież fotografem od jazzu, od muzyki, a nie jakimś cholernym reporterem wojennym.

Spodziewałem się więcej, bo w bigbitowcach było wtedy mnóstwo energii. Kariera Niemena, sukces Polan, fenomen Czerwonych Gitar – to wszystko miało ogromny wpływ na polską prowincję, na domy kultury, na prywatne muzykowanie w domach. Tylko, że władze, które to wszystko uważnie obserwowały, po każdej burdzie na koncercie wolały przykręcić śrubę, zamiast zbadać, dlaczego tak się dzieje, gdzie przyczyna agresji, źródło niezadowolenia.

Roman Stinzig i Andrzej Icha w książce „Motława Beat” starali się odpowiedzieć na pytanie, dlaczego władze PRL-u w lipcu 1966 roku pozwoliły na organizację Wiosennego Festiwalu Muzyki Nastolatków.

Wydaje się, że wybór roku 1966 był nieprzypadkowy. Z jednej strony świecka rocznica 1000-lecia istnienia państwa polskiego, a z drugiej 1000-lecie chrztu Polski. Jest prawdopodobne, że władze państwowe, chcąc przypodobać się młodemu pokoleniu, zaakceptowały pomysł organizacji przedsięwzięcia, które mogło przyciągnąć rzesze zafascynowanych muzyką, młodych Polaków. WFMN był imprezą muzyczną, ale kontekst ideologiczno-polityczny festiwalu był jasny – miał odciągnąć młodzież od udziału w uroczystościach organizowanych przez Kościół”.

WFMN skupił 35-tysięczną widownię. Polskie Radio Gdańsk do dziś przechowuje taśmy z zapisami występów festiwalowych z 1966 roku. Niejako kontynuacją gdańskiego festiwalu był Młodzieżowy Festiwal Muzyczny. Półfinały miały miejsce w Elblągu, Krakowie i Warszawie, zaś finały odbyły się w Rybniku i Chorzowie.